# Gerd Wessel

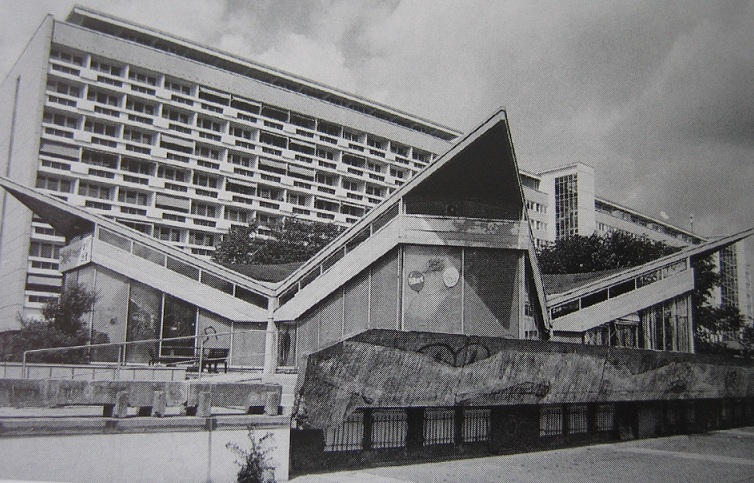
Kosmos-Eisbar

Gerd Wessel (* 1937 in Berlin) ist ein deutscher Architekt und Karikaturist.

## Leben
Wessel absolvierte eine Lehre als Werkzeugmacher und studierte von 1957 bis 1963 an der Technischen Hochschule Dresden Architektur sowie Malerei bei Georg Nerlich. Er war später Mitarbeiter des Instituts für Städtebau und Architektur (ISA) der Bauakademie der DDR. In dieser Eigenschaft nahm er an zahlreichen Architekturwettbewerben teil, außerdem betätigte er sich als Fachautor.
Seine Karikaturen zum Städtebau, von denen er 1981 eine Auswahl bei einer Ausstellung in Warschau präsentieren konnte, wurden trotz ihres teils beißenden Humors mitunter sogar in der führenden ostdeutschen Architekturzeitschrift Deutsche Architektur (späterer Titel: Architektur der DDR) veröffentlicht.
Mitte der 1980er Jahre gehörte er zum Planungsteam für die Großsiedlung Berlin-Hellersdorf. Seit 2001 bekleidet er dort die Position des Stadtzeichners. Er war bis 1990 Mitglied des Verbands Bildender Künstler der DDR und hatte in der DDR sowie in Krakau, Prag und Warschau mehrere Einzelausstellungen. Außerdem nahm er 1983, 1986 und 1989 an den Berliner Bezirkskunstausstellungen teil.

## Bauten (unvollständig)
- 1969: Mokka-Milch-Eisbar „Kosmos“ in Cottbus als Hyparschalenkonstruktion (mit Jörg Streitparth und Günter Pöschel; abgerissen)

## Publikationen Wessels (unvollständig)
- Straßen und Plätze. Beispiele zur Gestaltung städtebaulicher Räume. Verlag für Bauwesen, Berlin 1968.
- Gestaltung und Umgestaltung der Stadt. Verlag für Bauwesen, Berlin 1970.
- Das Projekt für die Neugestaltung der Schönhauser Allee in Berlin. In: Bildende Kunst, Berlin, 4/1982, S. 159–162
- Urbanitäten. Eulenspiegel Verlag, Berlin 1985.

## Ausstellungen nach der deutschen Wiedervereinigung
- Freiräume, Mittelpunktbibliothek Köpenick, 2022